# Операция (программирование)
Опера́ция — конструкция в языках программирования, аналогичная по записи математическим операциям, то есть специальный способ записи некоторых действий.
Наиболее часто применяются арифметические, логические и строковые операции. В отличие от функций, операции часто являются базовыми элементами языка и обозначаются различными символами пунктуации, а не алфавитно-цифровыми; они имеют специальный инфиксный синтаксис и нестандартные правила передачи аргументов. Терминология, однако, несколько отличается от языка к языку.

## Операция и инструкция
Английское слово operator, соответствующее термину «операция», иногда ошибочно переводят как «оператор». На самом деле (по историческим причинам) русский термин «оператор» обозначает то же, что и «инструкция», которой соответствует английское statement. Путаница усугубилась тем, что в C присваивание и инкремент/декремент являются и операторами, и операциями.

## Операция и функция
Фактически, операция — это та же функция, но записываемая особым образом. По этой причине логично иметь возможность определять операции для произвольных типов таким же образом, как и методы — чтобы можно было работать с ними точно так же, как и с элементарными типами. Эта возможность называется «перегрузка операций» и присутствует в большинстве языков 4—5 поколений. В таких языках транслятор фактически подставляет вместо выполнения операции вызов соответствующей ей функции.

## Типы операций
Операции делятся по количеству принимаемых аргументов на:
- унарные — один аргумент (отрицание, унарный минус);
- бинарные — два аргумента (сложение, вычитание, умножение и т. д.);
- тернарные — три аргумента («условие ? выражение1 : выражение2»).

## Синтаксис операций
Поскольку операции аналогичны по записи алгебраическим выражениям, для них, как и для последних, существует 3 варианта синтаксиса:
- префиксная (польская) (+ab) нотация;
- инфиксная (a+b) нотация;
- постфиксная (обратная польская) (ab+) нотация.

Для бинарных и тернарных (с 3 операндами) операций в подавляющем большинстве случаев используют инфиксную нотацию — по той простой причине, что она принята в математике и наиболее привычна большинству людей. Для унарных операций инфиксной нотации не существует, и, как правило, используется префиксная.

## Список типовых операций
Операции обычно переходят из языков в родственные — например, операции языка С присутствуют в языках C++, Java, JavaScript и многих других.
| Знак                                                                | Выполняемая операция                                                                    | Языки программирования                                         |
| ------------------------------------------------------------------- | --------------------------------------------------------------------------------------- | -------------------------------------------------------------- |
| a = b или a := b                                                    | присваивание                                                                            | практически все                                                |
| Арифметические                                                      |                                                                                         |                                                                |
| a + b                                                               | сложение аргументов                                                                     | практически все                                                |
| a - b                                                               | вычитание                                                                               | практически все                                                |
| -a                                                                  | изменение знака                                                                         | практически все                                                |
| a / b, a div b                                                      | деление                                                                                 | практически все                                                |
| a % b, a mod b                                                      | остаток от деления (деление по модулю)                                                  | практически все                                                |
| a++ a--                                                             | увеличение на 1 с присваиванием (инкремент) уменьшение на 1 с присваиванием (декремент) | С, Java, PHP                                                   |
| a ^ b или a ^^ b или a ** b                                         | возведение в степень                                                                    | BASIC, Fortran, Ruby, Python, Haskell (все 3)                  |
| Логические                                                          |                                                                                         |                                                                |
| a & b, или a && b, или a and b                                      | конъюнкция (логическое умножение)                                                       | практически все                                                |
| a \| b, или a \|\| b, или a or b                                    | дизъюнкция (логическое сложение)                                                        | практически все                                                |
| ~a, или !a, или not a                                               | инверсия (логическое отрицание)                                                         | практически все                                                |
| a = b или a == b a <> b или a /= b или a != b                       | проверка на равенство проверка на неравенство                                           | практически все                                                |
| a > b, a >= b a < b, a <= b                                         | больше, больше или равно меньше, меньше или равно                                       | практически все                                                |
| a ? b : c                                                           | тернарная условная операция (если условие a истинно, всё выражение равно b, иначе c)    | С, C++, Java, PHP                                              |
| Строковые                                                           |                                                                                         |                                                                |
| a + b или a & b или a.b (PHP) или a..b (Lua) или a ++ b (Haskell)   | конкатенация (слияние)                                                                  | практически все                                                |
| Битовые                                                             |                                                                                         |                                                                |
| a & b, a and b (Pascal, Kotlin), a /\ b (Prolog), a .&. b (Haskell) | Побитовая конъюнкция                                                                    | C/C++, Java, C#, Ruby, Python, Pascal, Kotlin, Prolog, Haskell |
| a \| b, a or b (Pascal, Kotlin), a \/ b (Prolog), a .\|. (Haskell)  | Побитовая дизъюнкция                                                                    | C/C++, Java, C#, Ruby, Python, Pascal, Kotlin, Prolog, Haskell |
| ~a, not a (Pascal), inv a (Kotlin), \a (Prolog)                     | Побитовое отрицание                                                                     | C/C++, Java, C#, Ruby, Python, Pascal, Kotlin, Prolog          |
| a ^ b, xor (Pascal, Kotlin)                                         | Исключающее ИЛИ                                                                         | C/C++, Java, C#, Ruby, Python, Pascal, Kotlin                  |
| a << b, a shl b (Pascal, Kotlin) a >> b, a shr b (Pascal, Kotlin)   | Побитовый сдвиг влево Побитовый сдвиг вправо                                            | C/C++, Java, C#, Ruby, Python, Pascal, Kotlin                  |